# 256-й партизанский отряд имени И. В. Сталина
256-й партизанский отряд имени И. В. Сталина ― партизанский отряд, действовавший в годы Великой Отечественной войны на оккупированной территории Журавичского, Рогачевского, Чечерского, Буда-Кошелевского, Кормянского районов.

## История формирования
С сентября 1941 в деревне Свержень Журавичского района действовало подполье. Его руководителем была Т. Ф. Корниенко. Подполье подготовило базу для разворачивания партизанского движения в Журавичском районе.
22 июня 1942 по заданию ЦК КП(б)Б из советского тыла была направлена организаторская группа И. М. Дикан — С. М. Белых в составе 16 человек для разворачивания партизанского движения в Журавичском районе. До декабря группа количественно выросла и оформилась в отряд. Сначала партизаны отряда действовали самостоятельно, с 22 февраля 1943 — в составе 8-й Рогачёвской бригады. В конце февраля 1943 отряду присвоено номерное обозначение 256-й. 11 марта 1943 отряд передан для формирования 10-й Журавичской партизанской бригады. 16 июля 1943 отряду было присвоено имя
 И. В. Сталина. На день соединения с частями Красной Армии насчитывал 578 партизан.

## Деятельность отряда
С 5 сентября по 30 октября 1942 — хождение по лесам для перехода ж/д и подхода к Днепру: 9 сентября бои у Дедово, 11 сентября — у деревни Шмаки, 17 сентября подход к ж/д и возвращение за Друть в связи с проческой леса противником. Железно-дорожное полотно на участке Рогачев-Быхов находилось под усиленной охраной, в этом месте антипартизанскую операцию проводил батальон Родионова.
1 октября 1942 после пересечения ж/д группе удалось форсировать Днепр и проникнуть в Шапчицкий лес:

Провели тщательную разведку, узнали, что левая сторона леса по течению Друти до железной дороги свободна, блокирование тех лесов закончено. Форсировали Друть, направились к дер. Трилесино — это деревня Старосельского сельсовета. В болоте наткнулись на лежащего человека. Это был некто Ткачев, который работал у немцев в гор. Рогачеве и шел домой, увидев партизан — хотел скрыться, он был житель дер. Трилесино. Под силой оружия не охотно он согласился выполнить приказ тов. Дикана И. М. форсировать железную дорогу в районе 16-го разъезда и станции Рогачев в 4-х км от Рогачева. 30 сентября мы добрались до дер. Залазье. Сделав дневку, 30 сентября ночью на 1 октября в районе Залазья форсировали реку Днепр. Переночевали под стогами сена и ранним утром мы очутились в лесу в урочище Круглое. Разведав лес, ибо никто его расположение не знал, отыскали место для стоянки, временно остановились в Шапчицком лесу в 10 км от дер. Шапчицы и 6 км от поселка Хвощ, недалеко от поляны Лески где до 1939 г. был поселок. Группы, которые направлялись в Славгородский и Кричевский районы ушли в свои районы.
— Из воспоминаний начальника штаба 10-й Журавичской партизанской бригады Ф. К. Антонова
Первые две недели октября 1942-го группа занималась усиленной разведкой и налаживанием связей с деревнями и поселками, главным образом, которые прилегали к шоссе на участке Рогачев-Довск: 3 октября проведена разведка деревни Шапчицы, 4 октября — деревни Хвощ, 8 октября — деревни Хмеленец. Свой лесной лагерь группа разместила около деревень Хвощ и Сипоровка.
Одновременно с разведкой начала проводиться диверсионная деятельность. Подрывались мосты, уничтожались линии связи. 11 октября 1942 атакованы полицейские, прибывшие за продуктами в Свержень; производились нападения на небольшие гарнизоны полиции деревень Борхов, Хмеленец, Юдичи, Каменка, Дедлово. С конца октября 1942 начали проводиться диверсионные операции на железной дороге, с начала ноября — нападения на автоколонны.
Подготавливая лесной лагерь для зимовья были построены землянки, начали проводиться хозяйственные операции по добыче продовольствия и нападения на гарнизоны полиции для добычи вооружения для численно растущего отряда. 15 ноября 1942 проведено нападение на хлебный склад в деревне Осиновка. 22 ноября нападение на полицейский участок в деревне Хизов. 25 ноября нападение на хлебный склад в деревне Башица, совершен угон скота в деревне Серебрянка, 6 декабря нападение на заготовительный пункт в деревне Красница. 10 декабря нападение на гарнизон деревни Задубье, 17 декабря — на гарнизон деревни Яновка, 18 декабря — на гарнизон деревни Зимница, 19 декабря — на гарнизон деревень Ржавка, Ворновка и Сычман. 27 декабря успешное нападение на крупный гарнизон в деревне Дедлово, 30 декабря — на гарнизон в деревне Палки. После каждой операции партизанский отряд пополнялся новыми бойцами из местного населения и осевших в деревнях окруженцев.
В конце декабря 1942 для борьбы с партизанским отрядом была организована операция силами Журавичской и Пропойской районных полиций. 1 января 1943-го при прочесывании лесного массива был выявлен партизанский лагерь, в котором состоялся бой — партизаны отступили, лагерь у деревни Хвощ был уничтожен. Партизанами было принято решение не отстраивать зимние землянки, дневать в лесах, а на ночь занимать деревни.
5 января 1943 произведен поджог сенного склада в Новых Журавичах. 7 января бой в деревне Еленово, 11 января — в деревне Роги, 12 января — в деревне Пахарь, 15 января — в деревне Фёдоровка, 17 января — в деревне Шапчицы, 20 января — в деревне Ходосовичи, 25 января — на шоссе у деревни Ректа.
4 февраля 1943 бой в деревне Станьков, 11 февраля — в деревне Меркуловичи и на участке шоссе Довск-Новые Журавичи, 14 февраля — продолжительный бой с отрядом «Днепр» у деревни Свержень, 22 февраля — разгромлен гарнизон в деревне Старый Довск и распущен лагерь военнопленных. Бывшие военнопленные пополнили численный состав партизанского отряда. 23 февраля бой в деревне Каменка.
4 марта 1943 разгром гарнизона в деревне Шапчицы. 15 марта бой в деревне Городец.
3 апреля 1943 бой в деревне Каменка, 9 апреля — в деревне Мамково, 12 апреля — в деревне Рысков, 19 апреля — в деревне Курганье. 21 апреля разгром полицейских гарнизонов в Довске, Журавичах, Гадиловичах, Кривске, Рекотино, Меркуловичах. 28-29 апреля 1943 крупные боевые столкновения с немецкими подразделениями у деревни Лозов. Погиб командир С. М. Белых.
8 мая 1943 бой около деревни Лебедевка, 18 мая — на участке шоссе Довск-Рогачев, 20 мая — на участке шоссе Довск-Гомель.
15 июня 1943 нападение на обоз на участке Корма-Журавичи.
14 июля 1943 разгром обоза в деревне Новый Млын, 21 июня — бой в Довске, 27 июня — в Журавичах.
9 августа 1943 бой на переправе Васильевка-Новый Млын, 11 августа нападение на автоколонну на шоссе Гомель-Довск.
2 октября 1943 при отступлении бой в деревне Лозовица.

## Командование

### Командир
- Степан Митрофанович Белых (до апреля 1943, погиб) — один из организаторов и руководителей партизанского движения в Гомельской области. Родился в 1916 году в селе Верхняя Грайворонка Октябрьского района Курской области. Лейтенант НКВД, перед войной служил в погранвойсках.
- Ефим Игнатович Штапенко (май — октябрь 1943)

### Комиссар
- Игнатий Максимович Дикан (до марта 1943) — один из организаторов и руководителей партизанского движения в Гомельской области. Родился в 1900 году в селе Степановка 2-я Абдулинского района Чкаловской области[9].
- Иван Афанасьевич Михунов (май — октябрь 1943)

### Начальник штаба
- Филипп Карпович Антонов (до августа 1943)
- Иван Гаврилович Морозов (август — октябрь 1943)